# Johann Stainhauser
Johann Stainhauser  (* 6. Juli 1570 in Salzburg; † 1625 ebd.) war ein Unternehmer, Historiograph und Chronist der Stadt Salzburg.

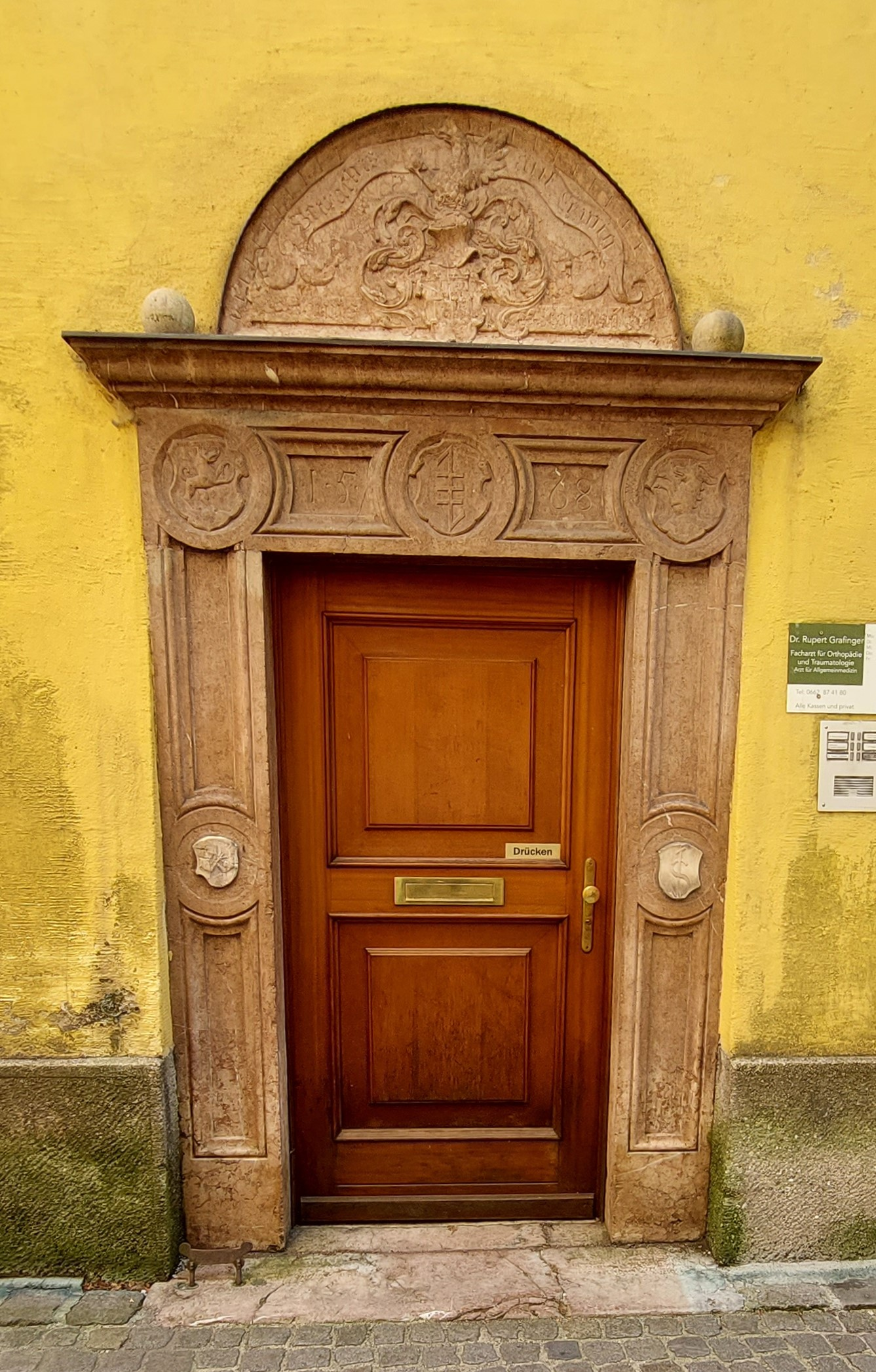
Portal des Geburtshauses von Johann Stainhauser in der Steingasse 46 (Salzburg)

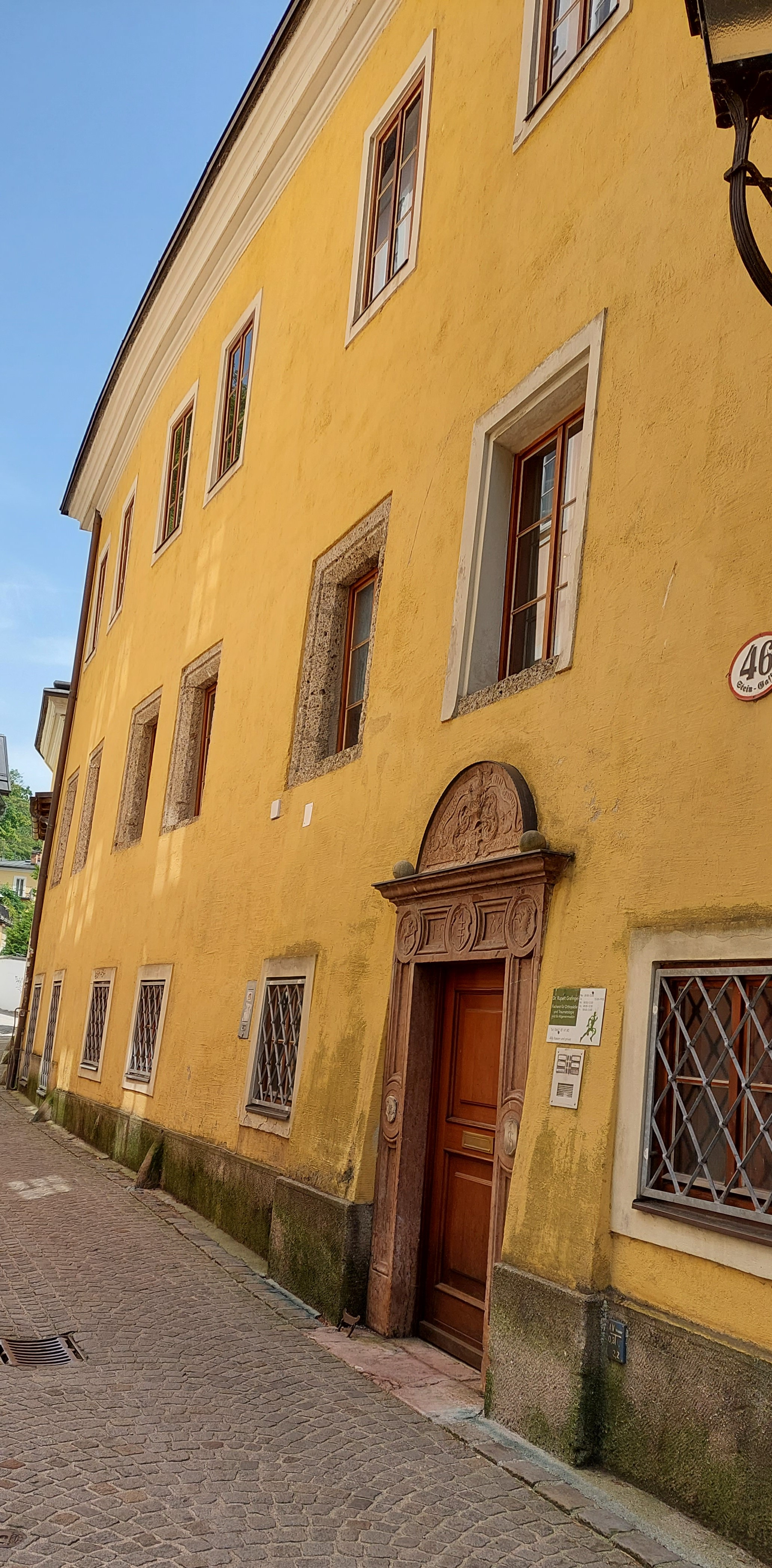
Geburtshaus von Johann Stainhauser Steingasse 46 (Salzburg)

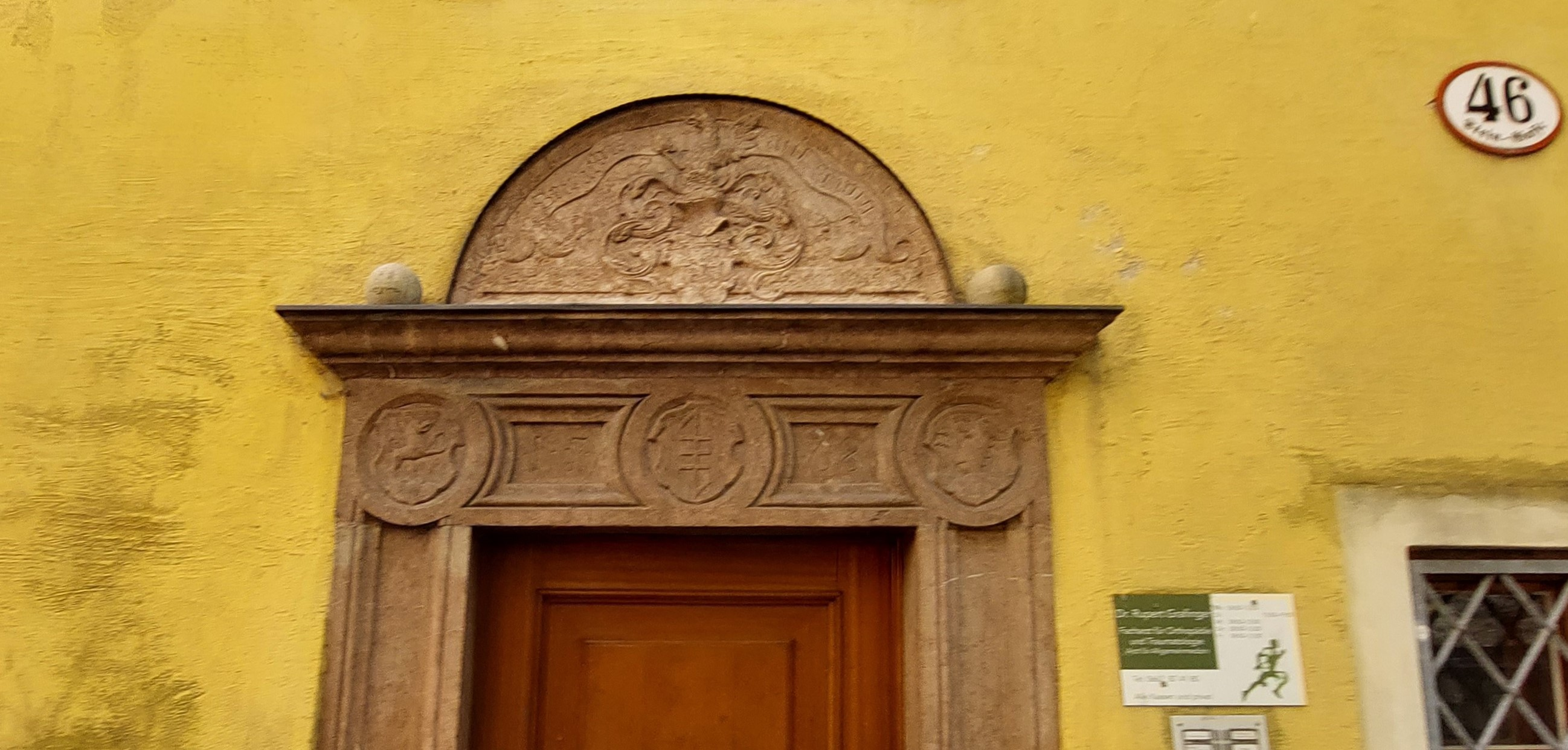
Stainhauserisches Wappen mit der Inschrift „Betrachts auf eewig“, den Namen Hanns Stainhausers mit der Jahreszahl 1568 sowie die Namen seiner beiden Frauen Barbara Widmerin und Barbara Praunin

## Geschichte
Johann Stainhauser war das jüngste Geschwister der vier Brüder Andreas († 1592), Maximilian (1588–1620) und Felix. Sie entstammten einer im 16. Jahrhundert zu Bedeutung gekommenen Großhändler- und Gewerkenfamilie. Sein Vater war Hanns Stainhauser; seine Mutter Barbara stammte aus der Salzburger Handels- und Bürgermeisterfamilie Praun. Wegen dieses familiären Hintergrundes war es für ihn wichtig, antike Sprachen, kaufmännische Praktiken und Rechtskenntnisse zu erwerben. Zwischen 1585 und 1587 absolvierte er eine gymnasiale Ausbildung in Latein und Rhetorik an der jesuitischen Landesuniversität Ingolstadt; diese musste er wegen „von jugent auf gehabten hauptsplödigkeit“ und wegen anderer körperlicher Gebrechen abbrechen. Zusammen mit seinem Bruder Felix unternahm er dann Studien an den Universitäten in Padua (1587), Bologna (1589) und Siena (1590). Reisen führten ihn auch nach Rom, Neapel und andere Orte Italiens. 1590 musste er wegen der ausgebrochenen Malaria nach Salzburg zurückkehren, 1591 setzte er seine Rechtsstudien an der Universität Ingolstadt fort. Diese musste er wegen einer schweren Melancholie einstellen und so kehrte er wieder nach Salzburg zurück.
Nach seiner Rückkehr beschäftigte er sich zur Vertreibung seiner melancholischen Gedanken ausschließlich mit Geschichte. Er studierte viele Geschichtsquellen, vor allem die Stiftsbibliothek des Klosters Sankt Peter, die ihm durch Abt Martin Hattinger zugänglich gemacht worden war, daneben spürte er alten Inschriften und Tafeln, wie sie in den Kirchen Salzburgs zu finden waren, nach. Als Ergebnis dieser Privatstudien vollendete er 1594 sein erstes umfangreiches Werk, eine Beschreibung aller Salzburger Kirchen. 1601 begann er mit der Niederschrift seiner handschriftlich verfassten Chronik Salzburgs in drei Bänden, die von der Sintflut bis zum Jahr 1610 reicht und die heute in Wien im Haus-, Hof und Staatsarchiv aufbewahrt wird. Der letzte Teil des 3. Bandes der Chronik enthält die Lebensbeschreibungen der Erzbischöfe Michael und Georg von Kuenburg sowie von Wolf Dietrich und wurde erst 1610 niedergeschrieben. Während die ersten Bände Kompilationen älterer Quellen darstellen, ist die Arbeit über Wolf Dietrich ein originäres Werk. 1602 hat er Beschreibungen Salzburger Heiliger fertiggestellt, zu deren Entstehung der Brand des alten Salzburger Domes 1598 und die Öffnung der Grüfte, die Erzbischof Wolf Dietrich im Anschluss daran vornehmen ließ und der Stainhauser beiwohnte, beigetragen hat. Von 1602 stammt auch eine Lebensbeschreibung des hl. Vital (eines frühen Abtes von St. Peter), die als einzig gedrucktes Werk Stainhausers bei Konrad Kürner in Salzburg erschien. Aus dem gleichen Jahr stammt auch der Katalog der Äbtissinnen des Klosters am Nonnberg.
Johann setzte die Familientradition fort, durch Einheirat in alteingesessene Salzburger Bürgerfamilien das Ansehen und die Bedeutung seiner Familie zu erhöhen, indem er sich am 5. November 1601 mit Appolonia († 28. April 1627), Witwe des Salzburger Goldscheiders Christoph Schildperger, vermählte. Diese war die Tochter des Christoph und der Apolonia Alt, Mitglieder einer angesehenen Salzburger Kaufmannsfamilie, zu der auch Salome Alt gehörte. Der Ehe entsprangen vier Kinder, von denen zwei (Johannes, † 6. X. 1603, Susanna, † 15. VII. 1607) schon früh verstarben, Sidonia und Vital aber das Erbe ihrer Mutter antreten konnten. Er war sozial bestens eingebunden und war Kirchenprobst der Stadtpfarrkirche, leitendes Mitglied bei der Corpus Christi-Bruderschaft und er sowie seine Brüder waren Mitglieder des Inneren Rats der Stadt und mussten deshalb einen großen Aufwand führen; sein Bruder Andreas hatte 1584 das Stadtkämmeramt übernommen, sein Bruder Maximilian war von 1607 bis 1614 Bürgermeister von Salzburg.
Johann Stainhauser war auch an dem Firmenkonglomerat, das seine Familie aufgebaut hatte, beteiligt. Dieses ging 1614 in Konkurs und über die Firma wurde am 7. Februar 1614 eine gerichtliche Sperre verhängt; die drei Brüder (Bruder Andreas war bereits 1592 verstorben) wurden 101 Tage im Salzburger Schuldturm eingesperrt und mussten ein weiteres Jahr in Hausarrest zubringen. Durch den Konkurs verloren die drei Brüder ihr gesamtes Firmen- und Privatvermögen, waren aber danach von weiteren Zahlungsverpflichtungen befreit. Ihre sozialen Beziehungen federten den finanziellen Absturz etwas ab, so haben beispielsweise die vier Waisen Andreas Stainhausers aus „christlichem Mitleid“ auf Anweisung des Erzbischofs von den Gläubiger eine Summe von je 1000 Gulden zugeteilt bekommen und ihnen wurde auch der von den Gläubigern beschlagnahmte Silberschmuck ihrer Mutter zurückerstattet.
Unter Erzbischof Markus Sittikus trat Johann Stainhauser bereits 1612 in den erzbischöflichen Dienst, in dem er bis zu seinem Lebensende auch unter Paris Lodron blieb. Johann Stainhauser erhielt als fürsterzbischöflicher Sekretär ein durch alle Jahre hindurch gleichbleibendes Monatsgehalt von 15 Gulden, für das er dem Erzbischof überschwängliche Dankbarkeit bezeugte. Er selbst bezeichnet sich als hochfürstlich salzburgischer Sekretär und Archivar. Als solcher verfasste er von 1612 bis 1619 jährlich sog. Relationen über die Regierungszeit des Erzbischofs, in denen er von den Denkwürdigkeiten, „vornehmlich der geistlichen Sachen“, die sich während der Regierungszeit Markus Sittichs zugetragen haben, berichtete. 1616 erhielt er vom Erzbischof den Auftrag, das Hofkammerarchiv zu ordnen. Dazu verfasste er ein dreibändiges Repertorium, wovon je ein Band die Res Ecclesiasticae (1616), die Res Status (1620) und die Res Camerae (1618) zum Inhalt hat. 1619 verfasste er im Jahre der Fertigstellung die erste Beschreibung des Lustorthes Hellbrunn mit seinen Wasserspielen.
Eine Besonderheit unter seinen Schriften stellen die Berichte über die sog. Kapuzinermission von 1613–1616 im Pongau dar. Die Kapuziner waren auf Einladung von Wolf Dietrich nach Salzburg gekommen und hatten hier 1596 ein Kloster gegründet. Die Kapuzinermission war Teil der Gegenreformation, die von Markus Sittikus eingeleitet worden war und vor der sein Vorgänger Wolf Dietrich kapituliert hatte. Anders Markus Sittikus: Dieser leitete die Kapuzinermission durch ein Hirtenschreiben ein und die Kapuziner begannen ihre Mission unter dem Schutz von Soldaten mit Predigten und Bibelauslegungen, dann folgten Einzelbefragungen der Lutherischen in einem Kontroversgespräch, nach einer Frist mussten sich diese dann für den Protestantismus oder den Katholizismus entscheiden. Die Kapuzinermission wurde durch Maßnahmen des Erzbischofs flankiert, als da waren die Androhung erhöhter Abgaben, die Fahndung nach lutherischen Schriften und die Verschickung katholischer Gegenschriften in die Gebirgsgaue. 9.452 Personen konnten so im Pinzgau, im Pongau und Lungau zum Übertritt zum Katholizismus bewegt werden, 1.219 blieben bei ihrem evangelischen Glauben. Letztere mussten das Land verlassen. Die Kapuzinermission als Waffe gegen die Evangelischen wurde in Salzburg zwischen 1621 und 1639 fortgesetzt, 1689 entwickelte sich eine ständige Werfener- und Gasteinermission; die Kapuziner hatten auch wesentlichen Anteil an der 1684/85 erfolgten Ausweisung von über 600 Evangelischen im Defereggental, die 289 ihrer Kinder zurücklassen mussten. Der Höhepunkt dieser Maßnahmen fand unter Fürsterzbischof Leopold Anton Graf von Firmian statt, der 1731/32 rund 20.000 Salzburger Protestanten trotz des damals nicht mehr gelten „Cuius regio, eius religio“ aus dem Land Salzburg vertrieb. Stainhauser ist bei seinen hagiographischen Darstellungen vollständig auf Seiten des Erzbischofs, hingegen werden die „irregeleiteten“ Protestanten mit Hohn und Spott überschüttet.
Über ihn wurde kontrovers geurteilt. Hauthaler bezeichnet ihn in seiner Chronik als „vir literatus, pius et devotus“. Widmann hingegen schreibt: „seine Lebensbeschreibung Wolf Dietrichs zeigt, daß er nicht die geringste Kenntnis der inneren Vorgänge im Kabinette und des Zusammenhangs der Ereignisse besaß. So groß die Ergebenheit gegenüber seinem Herrn war, so gering scheint seine Bildung und Auffassungsgabe gewesen zu sein.“ Er selbst komme immer wieder auf seine „geringen verstandtskreffte“ zu reden, und er wünsche sich, seine Arbeiten mögen „von den verstendigern verbessert“ werden. Dies werde „seiner übergroßen Bescheidenheit und geradezu ängstlichen Gewissenhaftigkeit“ zugeschrieben. Andererseits wird auch gesagt, „er gilt als der bedeutendste Landeshistoriograph seiner Zeit“.

## Werke
Die Werke Josef Stainhausers sind großteils in den Mitteilungen der Gesellschaft für Salzburger Landeskunde (MGSLK) ediert worden:
- Katharina Buschenreiter, Nicole Kröll, Andreas Nekula, Jasmin Oberleitner, Norbert Hunor Orbán, Martin Scheutz, Jacqueline Schindler, Aaron Schwarz, Susanna Torda: Bericht von Johann Stainhauser über die Kapuzinermission (1613–1616) im Pongau. In: Martin Scheutz (Hrsg.): Predigt, Beichte und Soldaten. Die Kapuzinermission im Salzburger Pongau 1613–1616 im Bericht von Johann Staoinhauser (1570–1625). Verein der Freunde der Salzburger Geschichte, Salzburg 2021, ISBN 978-3-902582-13-3, S. 201–269.
- Willibald Hauthaler (Hrsg.): Johann Stainhauser. Das Leben, Regierung und Wandel des Hochwürdigisten in Gott Fürsten und Herrn Herrn Wolff Dietrichen, gewesten Erzbischoven zu Salzburg &c. &c. In: MGSLK 13, 1873, II/1 S. 3–140 (zobodat.at [PDF]).
- Willibald Hauthaler; Alfred Schnerich (Hrsg.): J. Steinhauser‘s Beschreibung des Domes zu Salzburg vom Jahre 1602. In: MGSLK 31, 1891, S. 363–393.
- Blasius Huemer: Stainhausers Biographie der Salzburger Erzbischöfe Michael und Georg von Kuenburg. In: MGSLK 53, 1913, S. 69–108 (zobodat.at [PDF]).
- Werner Rainer: Marcus Sitticus. Die Regierung des Fürsterzbischofs nach der Chronik von Johannes Stainhauser. IN: MGSLK, 29. Ergänzungsband, Salzburg 2012, ISBN 978-3-200-02639-1.